# Pomphochorema chilensis
Pomphochorema chilensis är en nattsländeart som beskrevs av Oliver S. Flint Jr. 1970. Pomphochorema chilensis ingår i släktet Pomphochorema och familjen Hydrobiosidae. Inga underarter finns listade i Catalogue of Life.